# Thomas Hardy
Thomas Hardy (Higher Bockhampton, 2 juni 1840 – aldaar, 11 januari 1928) was een Engels naturalistisch romanschrijver en dichter uit het Victoriaans tijdperk en de vroege 20e eeuw. In zijn poëzie alsmede zijn romans klinkt echter ook een sterk Romantische ondertoon door. Hij wordt algemeen beschouwd als een van de grote schrijvers uit de Engelse literatuur.

## Levensloop
Hardy werd geboren in Higher Bockhampton bij Dorchester in het graafschap Dorset, als zoon van een steenhouwer en volgde van 1862 tot 1867 een opleiding tot architect. Na enige jaren als architect te hebben gewerkt, besloot hij zich geheel toe te leggen op het schrijven. In zijn werk put hij regelmatig uit deze achtergrond en ervaring. Hij begon met het schrijven van poëzie, maar ging na zijn huwelijk over op proza om hiermee de kost te verdienen.
Tussen 1871 en 1895 schreef hij dertien romans. Zijn eerste werk, The Poor Man and the Lady, werd geweigerd door de uitgevers, waarop Hardy het manuscript vernietigde. Hij kreeg echter de nodige adviezen en aanmoediging, onder anderen van George Meredith en hij besloot door te gaan. Zijn twee volgende werken verschenen anoniem. Na drie gepubliceerde romans bleek hij de juiste vorm en toon gevonden te hebben en verkreeg hij zijn doorbraak met Far from the Madding Crowd. Hij werd vervolgens een gevierd auteur, die zijn plaats in de literaire wereld had veroverd. 

Hardy stopte met zijn prozawerk na Jude the Obscure (1895), omdat hij voor dit boek, evenals voor Tess of the d'Urbervilles (1891), veel kritiek had gekregen op de kennelijke antihuwelijks-houding en de voor die tijd als immoreel geziene inhoud. Hierna richtte Hardy zich op zijn grote liefde, de poëzie, waarmee hij opnieuw veel succes oogstte.
Na de dood van zijn eerste vrouw Emma Gifford in 1912, na een huwelijk van 38 jaar, trouwde hij met Florence Dugdale. Hun huis bij Max Gate in Dorchester (door Hardy zelf ontworpen, doch hopeloos onpraktisch) werd een bedevaartsoord voor andere schrijvers, als Siegfried Sassoon en Thomas Edward Lawrence.
Hardy bleef actief tot enige dagen voor zijn dood. Zijn begrafenis, op 16 januari in Westminster Abbey, was een controversiële gebeurtenis. Zijn familie en vrienden hadden hem liever begraven gezien in Stinsford, maar zijn executeur, Sir Sydney Carlyle Cockerell, stond erop dat hij begraven zou worden in de Poets' Corner, de schrijvershoek in Westminster Abbey. Men besloot tot een compromis: zijn hart werd begraven in Stinsford en zijn as werd bijgezet in de kerk.

## Hardy's Wessex

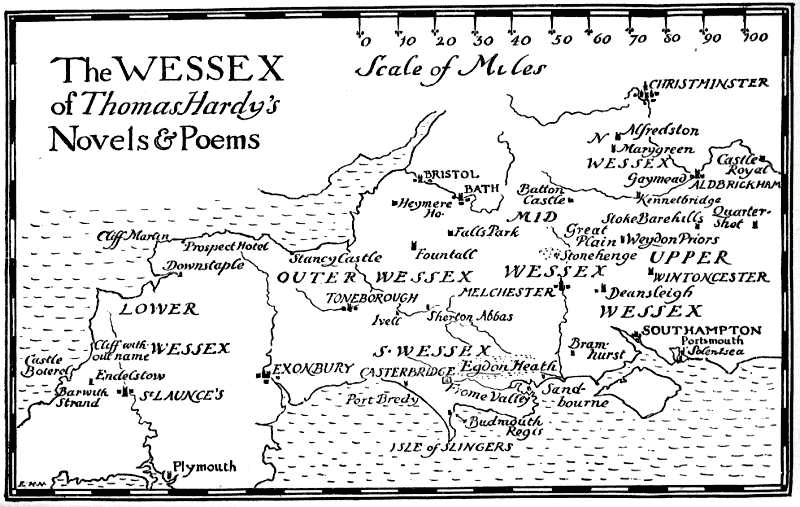
Kaart van het 'Wessex' van Thomas Hardy, compleet met de fictieve plaatsnamen

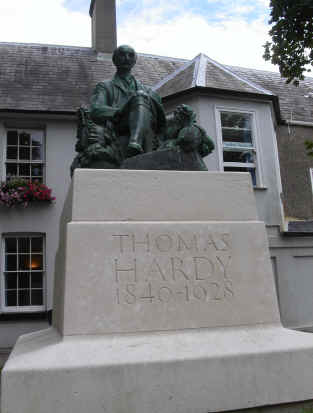
Thomas Hardy-monument

Hardy's verhalen spelen zich meestal af in het fictieve graafschap Wessex, genoemd naar het Angelsaksische koninkrijk Wessex, dat deel uitmaakte van de heptarchie die voorafging aan het ontstaan van het koninkrijk Engeland. Hardy's Wessex omvat de huidige graafschappen Berkshire, Devon, Dorset, Hampshire, Somerset en Wiltshire. De naam werd voor het eerst gebruikt in Far from the Madding Crowd en pas in de jaren daarna, zeker vanaf The Mayor of Casterbridge, ontwikkelde Hardy het concept verder en omschreef hij het als een soort frame waarbinnen zijn verhalen zich afspelen. De fictieve plaatsnamen verwijzen naar werkelijk bestaande steden en dorpen in dit gebied. In latere bewerkingen van zijn verhalen heeft Hardy de oorspronkelijke originele plaatsnamen die hij aanvankelijk gebruikte, vervangen door de fictieve. Een opvallend element in zijn werk is dat het de culturele sfeer schildert in het landelijke Wessex in de periode voor en rond de komst van de spoorwegen en de industriële revolutie, die het Engelse landschap voorgoed zouden veranderen.

## Romans
- The Poor Man and the Lady (1868, niet uitgegeven)
- Desperate Remedies (1871)
- Under the Greenwood Tree (1872)
- A Pair of Blue Eyes (1873)
- Far from the Madding Crowd (1874), verfilmd door John Schlesinger in 1967, televisiefilm van Nicholas Renton in 1998, verfilmd door Thomas Vinterberg in 2015.
- The Hand of Ethelberta (1876)
- The Return of the Native (1878)
- The Trumpet-Major (1880)
- A Laodicean (1881)
- Two on a Tower (1882)
- The Mayor of Casterbridge (1886)
- The Woodlanders (1887)
- Tess of the d'Urbervilles (1891), verfilmd door Roman Polański onder de titel Tess
- The Well-Beloved (1892/1897)
- Jude the Obscure (1895), in 1996 verfilmd met als titel "Jude", onder regie van Michael Winterbottom

## Verhalen
- Wessex Tales (1888)
- A Group of Noble Dames (1891)
- Life's Little Ironies (1894)
- A Changed Man and Other Tales (1913)

## Poëzie
Vanaf 1898 concentreerde Hardy zich op poëzie en publiceerde bundels tot 1928. Hij schiep het grote vers-en-prozadrama The Dynasts (1904 - 1908). Het beschrijft in 130 bedrijven de napoleontische oorlogen van 1805 tot 1815. De handeling wordt, net als in de romans, beheerst door het noodlot. Zijn techniek heeft invloed gehad op vele latere dichters.
Verdere poëzie:
- Wessex Poems (1898)
- Poems of the Past and Present (1901)
- The Man he killed (1902)
- Time's Laughing Stocks (1910)
- Satires of Circumstance (1914)
- Late Lyrics and Earlier (1922)
- Human Shows (1925)